# Айба, Генри
Ге́нри Пэйн «Хэнк» А́йба (англ. Henry Payne "Hank" Iba; 6 августа 1904, Истон, Миссури — 15 января 1993, Стиллуотер, Оклахома) — американский баскетбольный и бейсбольный тренер. С 1934 по 1970 годы был главным тренером баскетбольной команды университета штата Оклахома, которую дважды приводил к победе на национальном чемпионате США. Кроме того, параллельно, в течение семи лет тренировал и бейсбольную команду этого же колледжа (1934—1941), но без особых успехов. Айба возглавлял мужскую сборную США на Олимпийских играх 1964, 1968 и 1972 годов — дважды его подопечные выиграли золотые медали, а в 1972 году в историческом финальном матче проиграли сборной СССР. Айба долгое время являлся единственным тренером в истории баскетбола, который выиграл две олимпийские золотые медали. В 2012 году Майк Кшижевски повторил это достижение.
Айба был принят в Зал славы баскетбола в 1969 году, а в 2007 году в Зал славы ФИБА. Именем Генри Айбы названа баскетбольная награда для тренеров студенческих команд, ежегодно вручаемая вместе с призом имени Оскара Робертсона. Также в честь Айбы названа спортивная арена университета штата Оклахома.
В российском фильме «Движение вверх» роль Айбы исполнил Джон Сэвидж.